# Tropidophis paucisquamis
Tropidophis paucisquanis là một loài rắn trong họ Tropidophiidae. Loài này được Müller mô tả khoa học đầu tiên năm 1901.